# Wounded (1997)
Wounded ist ein kanadischer Actionfilm des Regisseurs Richard Martin aus dem Jahr 1997. Er wurde auf Deutsch auch unter den Titeln Wounded – Die einzige Zeugin und Zum Abschuss freigegeben gezeigt, auf DVD zudem als Wounded – Beute eines Psychopathen.

## Handlung
Julie und Don sind Wildhüter in den Rocky Mountains und lieben ihren Job an der frischen Luft, umgeben von Tieren. Die Idylle wird getrübt, als der Wilderer Hanaghan einige Bären erlegt. Als Julie und Don ihn stellen wollen, tötet er Don und verletzt Julie schwer. Julie lernt während ihres Krankenhausaufenthaltes den Polizisten Rollins kennen. Die beiden heften sich an die Fersen von Hanaghan, um an ihm Rache zu nehmen.

## Kritik
„Eine dünne, psychologisch unausgereifte Geschichte, die die Rache als archaischen Akt zelebriert und deren pseudo-philosophischen Dialogen es an Aussagekraft mangelt. Auch die elegante Kameraarbeit kann die inhaltlichen Mängel nicht wettmachen.“